# Calliope (label)
Pour les articles homonymes, voir Calliope (homonymie).
Calliope (ou Calliope Records) est un label discographique français de musique classique, basé à Compiègne, dans l'Oise.

## Histoire

### Calliope
La firme est fondée en 1971 à Compiègne par Jacques Le Calvé. Spécialisé initialement dans la musique d'orgue, le label Calliope enregistre notamment l'intégrale de l'œuvre d'orgue de Jean-Sébastien Bach par André Isoir, et l'œuvre d'orgue d'Olivier Messiaen par Louis Thiry. Son centième disque sort en 1977 et son catalogue comporte près de 300 références en 2006. Parmi ses artistes historiques se trouvent André Isoir, Bruno Laplante, André Navarra, le quatuor Talich, Louis Thiry, Jacques Herbillon.
Le label est distribué par Harmonia Mundi jusqu'en 2010.

### Calliope Records
En 2011, le label Calliope est repris par Benoît d'Hau, du label Indesens Records qui confie la distribution à Socadisc. Sa dénomination est désormais Calliope Records, et sa signature de la marque est Calliope « pour les mélomanes exigeants et passionnés ».
Dès 2011, la discographie du Quatuor Talich et de l'organiste André Isoir sont disponibles auprès du label La Dolce Volta. Thierry Escaich, le Quatuor Ludwig, Pierre Réach, Mikhail Rudy, Philippe Guilhon-Herbert, Alexis Vassiliev, le Duo Résonances, Chantal Stigliani, l'ensemble baroque Il Delirio Fantastico de Vincent Bernhardt, Jean-Luc Ayroles, Xenia Jankovic, quatuor Joachim, Christian Chamorel… comptent parmi les nouveaux artistes. Les nouvelles productions sont régulièrement saluées par la presse : Choc Classica pour les Concerti di Parigi (Vincent Bernhardt), les 20 Regards de Messiaen (Jean-Luc Ayroles), les quatuors de Ravel et Szymanowski (Joachim). Le label publie une nouveauté par mois, diffusé dans le monde entier.
Une grande partie du fonds de catalogue historique Calliope est également racheté ou repris en licence par Indésens Records. Une centaine d'albums au total se trouvent disponibles en digital, parmi lesquels, Olivier Chauzu, Inger Södergren, Mikail Rudy, le cycle de mélodies françaises de Jacques Herbillon, les disques de flûte piccolo de Jean-Louis Beaumadier, la Concertante de Mozart par Jan Talich et son ensemble, l'intégrale des 9 sonates de Brahms par Talich, Brussilovsky, Dangain, Heisser… Chopin par Navarra, le livre d'or du piano français par Annie D'Arco.

### Indésens Calliope Records
Indésens Calliope Records, sous sa nouvelle forme, distribue près de 150 références, nouvelles ou rééditions, et s'enrichit d'une quinzaine de références par an.